# Мидлтаун (Калифорнија)
Мидлтаун (енгл. Middletown) насељено је место без административног статуса у америчкој савезној држави Калифорнија.

## Демографија
По попису из 2010. године број становника је 1.323, што је 303 (29,7%) становника више него 2000. године.
| Група             | 2000.       | 2010.       |
| Белци             | 724 (71,0%) | 827 (62,5%) |
| Афроамериканци    | 4 (0,4%)    | 5 (0,4%)    |
| Азијати           | 17 (1,7%)   | 18 (1,4%)   |
| Хиспаноамериканци | 233 (22,8%) | 413 (31,2%) |
| Укупно            | 1.020       | 1.323       |